# Stephen Ackles
Stephen Ackles, född 15 februari 1966 i Brevik, död 28 september 2023 i Langhus i Nordre Follo kommun, var en norsk sångare, pianist och låtskrivare som främst spelade rock 'n roll inspirerad av Jerry Lee Lewis, Chuck Berry, Little Richard, Elvis Presley och liknande artister. Ackles arbetade med flera världskända artister som Waylon Jennings, Jerry Lee Lewis, Linda Gail Lewis, Narvel Felts, Tom Jones och James Burton. Ackles betraktas som en av de största pianounderhållarna genom tiderna och turnerade flera gånger i Europa (t.ex Nederländerna, Belgien, England och Danmark) och USA. 
Ackles deltog i den norska finalen av Melodi Grand Prix 1992, 1996 och 1999.
Tillsammans med Paal Flaata & Vidar Busk har han spelat på konserter och släppt hyllningsalbum till Elvis, jul- och gospelplattor (2016–2018).
Den 28 september 2023 hittades Ackles död i sitt eget hem i Langhus utanför Oslo.

## Diskografi

### Album
- 1988 – Stephen Ackles and The Memphis News
- 1990 – I Ain't No Different Than You
- 1991 – If This Ain't Music
- 1992 – Hey You
- 1993 – Rarities vol. 1
- 1993 – Let's Keep the Night
- 1995 – One for the Moon
- 1996 – Rockin' My Life Away (livealbum)
- 1997 – Sulten på livet
- 1999 – The Gospel According to Stephen Ackles
- 2002 – I Believe (med Mannssambandet)
- 2005 – Stephen Ackles
- 2007 – The Presley Project
- 2013 – For More Than Only Tonight
- 2015 – The Confidence Game
- 2016 – En storslått hyllest til Elvis! (med Paal Flaata & Vidar Busk)

### Melodi Grand Prix-bidrag
- 1992 – "Det er lørdag og rock'n roll"
- 1996 – "Jennina"
- 1999 – "Lost again"